# Epsom, New Hampshire
Epsom är en kommun (town) i Merrimack County i delstaten New Hampshire, USA. Vid folkräkningen år 2010 bodde 4 566 personer på orten. Den har enligt United States Census Bureau en area på totalt 89 km² varav 0,5 km² är vatten.

## Kända personer från Epsom
- Noah Martin, politiker